# Vulva
Vulva er en sammenfattende betegnelse for de ydre kvindelige kønsorganer. I daglig tale bruges ofte ordene "tissekone", "skede" eller "vagina" fejlagtigt om det samme selvom vagina strengt taget definerer de indre kvindelige kønsorganer og vulva de ydre.
Den kvindelige vulva er i de fleste kulturer omgivet af nøgentabu der tabuiserer fremvisning af utildækket vulva i det offentlige rum. I nogle specielle situationer kan dette tabu være løsnet en smule, f.eks. i forbindelse med solbadning på offentlig strand, herunder naturisme.

## Anatomi
Hos mennesker består vulva af følgende:
- Venusbjerget (Mons pubis)
- Skamlæberne, bestående af hhv. de ydre og indre skamlæber
- Skamfuren
- Den udvendige del af klitoris og klitorisforhuden
- Urinrørets åbning
- Skedens åbning
- Mødomshinden og
- Mellemkødet (perineum)

I løbet af puberteten vil vulva gennemløbe omfattende ændringer som følge af hormonal påvirkning fra det kvindelige hormon østrogen. Farven ændrer sig og vulva vil vokse og blive mere fremtrædende. Specielt klitoris og de ydre og indre skamlæber vil vokse og ændre facon og farve i denne periode. Derudover vil kønsbehåringen på venusbjerget og omkring skamlæberne begynde her.
Kronisk smerte i vulva betegnes som vulvodyni.

## Ændring af vulva
Kønsbehåringen på vulva (venusbjerget) fjernes ofte i Danmark og Vesten i mere eller mindre omfattende grad, ofte fuldkommen eller blot omkring skamlæberne eller i udkanten af vulva for f.eks. bedre at kunne bruge smalle bikinier uden at der stikker hår uden for. Dette er en forholdsvis ny udvikling i Vesten, men har forekommet i andre kulturer igennem århundreder.
Nogle kvinder vælger af æstetiske grunde at lade deres vulva udsmykke med forskellige piercinger, f.eks. gennem skamlæberne, klitorisforhuden eller klitoris, eller at lade deres vulva tatovere.
Kosmetiske operationer på vulva (nogle gange betegnet som intimkirurgiske operationer) er hovedsagligt reduktion af de indre skamlæber, hvis de hænger så langt uden for de store skamlæber, at det er generende eller opfattes som uæstetisk. Operationen kan medføre permanent nedsat følelse i kønsorganerne, arvæv og infektioner. Kosmetiske operationer af de kvindelige kønsorganer er i Danmark kun lovlig hvis der er en medicinsk – ikke æstetisk/kosmetisk – grund dertil
. Forbuddet gælder både for børn og voksne. Lovlige grunde kan inkludere store gener i forbindelse med sex, sport, problemer med at cykle, etc.
Nogle kulturer, hovedsagligt muslimske kulturer i Afrika, praktiserer en form for kvindelig omskæring, hvorved store dele af vulva (typisk de indre og ydre skamlæber og klitoris) skæres bort, og det resterende sår eventuelt syes sammen. Kønslemlæstelse er ulovlig i Danmark. Forbuddet og straffen gælder også selvom indgrebet foregår uden for Danmarks grænser.

## Etymologi
Ordet "vulva" kommer fra det middelalderlatinske volva eller vulva, "skød, kvindeligt kønsorgan", sandsynligvis fra latin, volvere, "at rulle". Fra sanskrit kommer det lignende ord ulva, "skød".
En alternativ betegnelse, også fra latin, er genitalia feminina externa, de ydre kvindelige kønsorganer.